# 博尔米奥

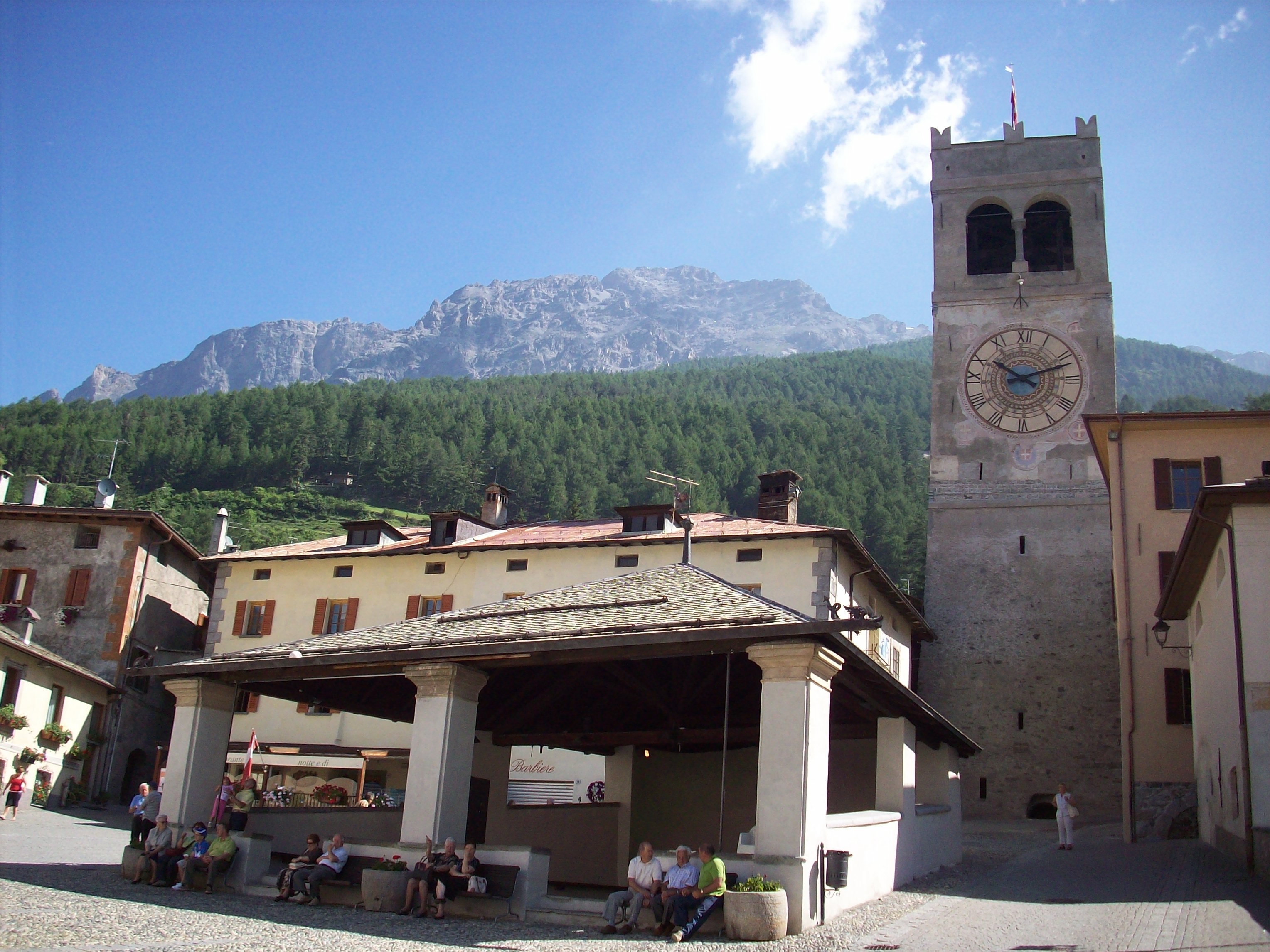
建於14世紀的库尔克塔（The Kuerc e Bajona's Tower）

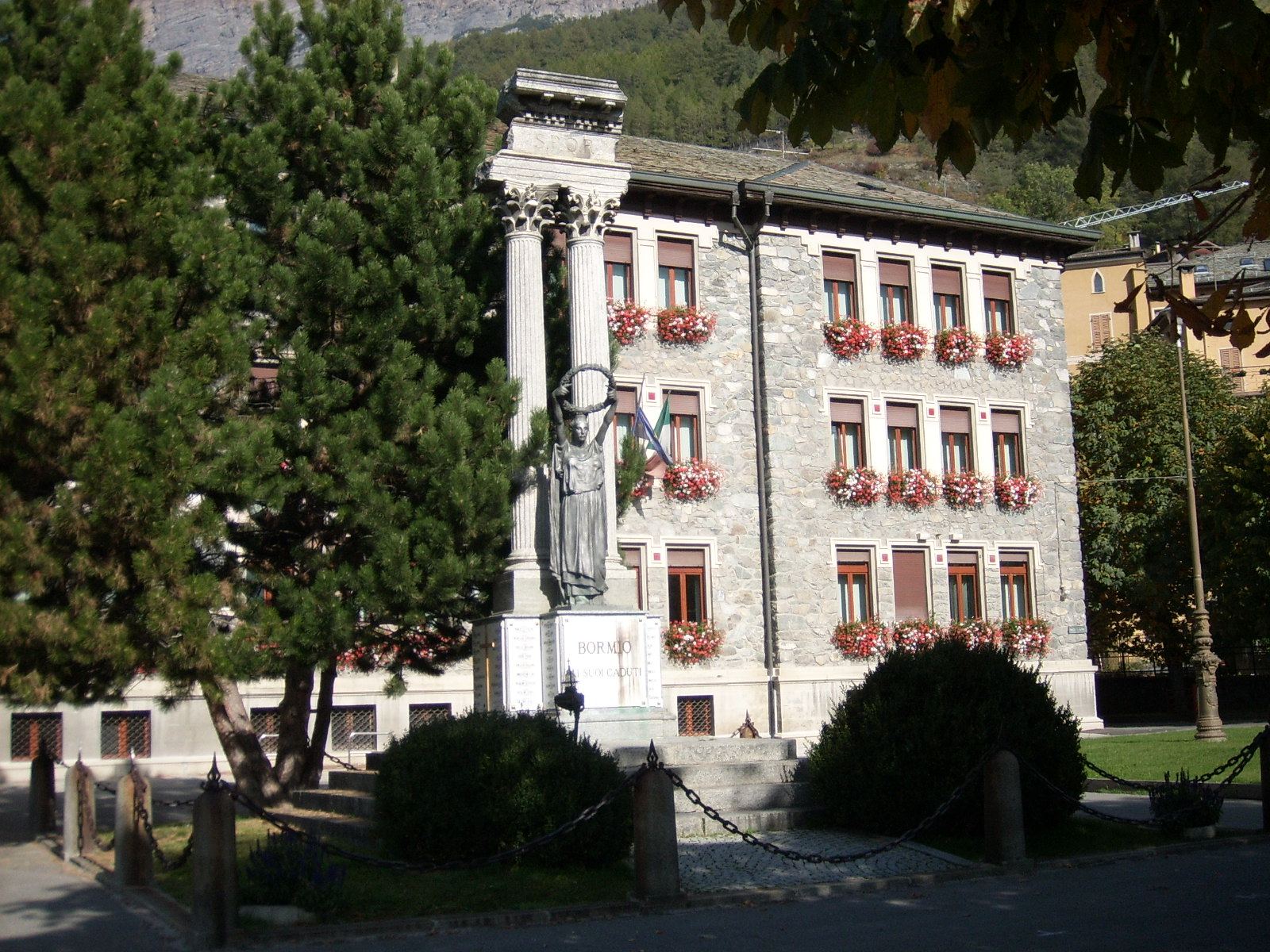
該鎮的小學及第一次世界大戰紀念碑

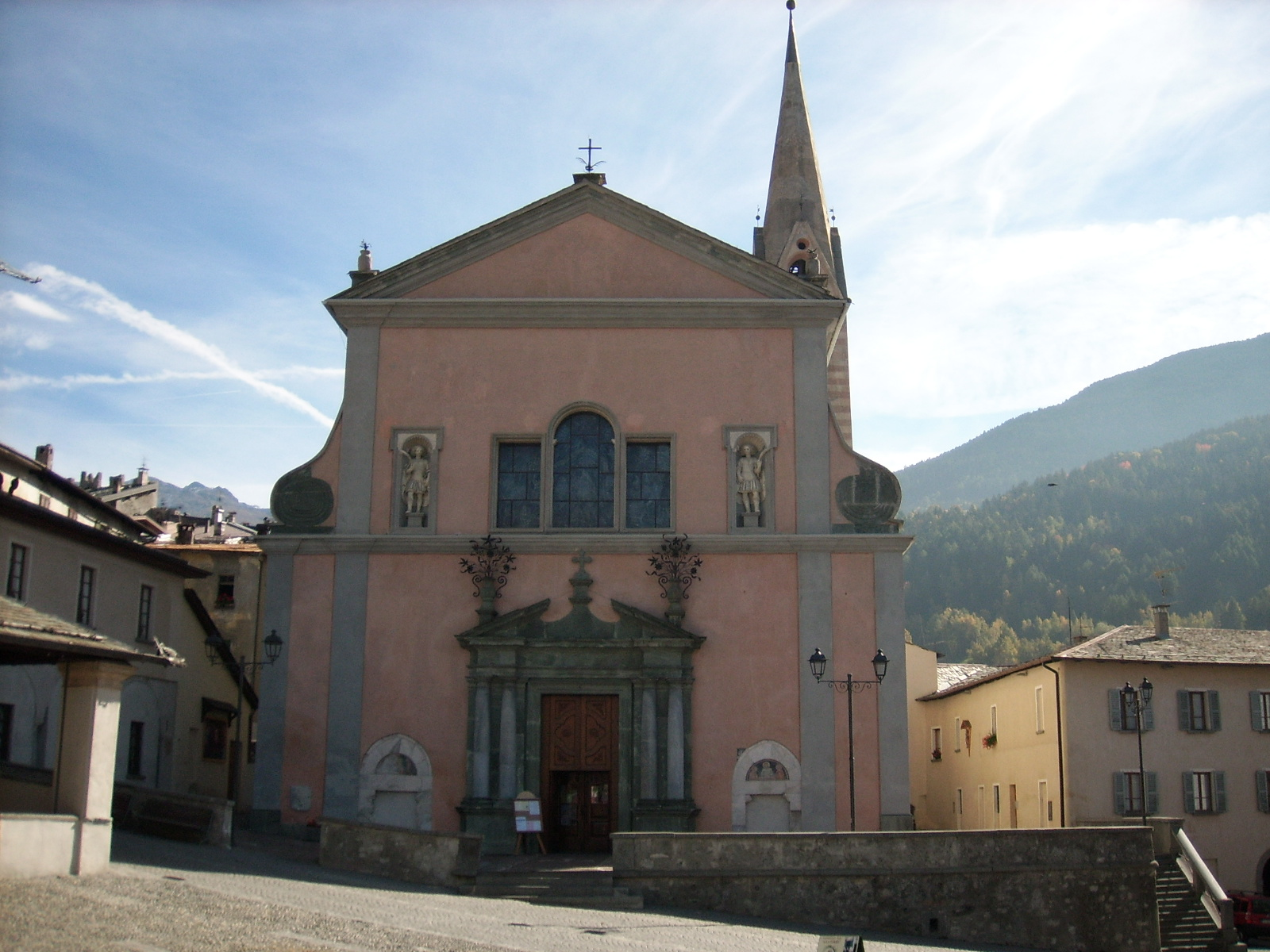
教堂

博尔米奥是意大利伦巴第大区松德里奥省的一个镇，位于阿达河畔，在上瓦尔泰利纳山谷的中心位置。
博尔米奥位于阿尔卑斯山麓，是著名的旅游胜地，具有温泉和滑雪设施，从中世纪时，就是瑞士到威尼斯商路中的重要关口。
博尔米奥与1985年和2005年两次作为國際滑雪總會锦标赛的主办地，并多次作为高山滑雪世界杯的比赛地。

## 友好城市
- 西班牙贝尔普奇
- 法國于埃